# Upplands runinskrifter 131
Runinskrift U 131 är en runsten som nu står mellan den gamla Klockargården och den tidigare församlingsgården, strax väster om Danderyds kyrka i Danderyds socken och Danderyds kommun i södra Uppland.

## Stenen
Stenen som troligen är från 1000-talets mitt har flyttats ett flertal gånger. Den har stått vid Rinkeby södra gärde men flyttades därifrån på 1800-talet. I en beskrivning från 1945 beskrivs den som "belägen vid Rinkeby, 300 meter NV om Danderyds kyrka". Stenen restes på sin nuvarande plats år 1968. Ornamentiken består av en runorm som inramar ett kristet stavkors och ristaren var av stilen att döma sannolikt Fot. 
Den från runor översatta inskriften lyder enligt nedan:

## Inskriften
Translitterering av runraden:
× þiakn × auk × tan × [lit]u × raisa × stain × aftiʀ × þorstain × faþur × sin × auk × kunuar aftiʀ × bonta × sin ×
Normalisering till runsvenska:
Þiagn ok Dan letu ræisa stæin æftiʀ Þorstæin, faður sinn, ok Gunnvar æftiʀ bonda sinn.
Översättning till nusvenska:
Tägn och Dan läto resa stenen efter Torsten, sin fader, och Gunvar efter sin man.

### Fotnoter
1. ↑  Fornminnesregistret: 1:1
2. 1 2 3  Samnordisk runtextdatabas, U 131, 2014
3. 1 2  Erik Floderus, Svenska fornminnesplatser, Täby och Danderyd med Djursholm och Stocksund, 1945
4. ↑   Riksantikvarieämbetets informationstavla på platsen
5. ↑  Elias Wessén, Sven B.F. Jansson, red (1940-1943). Sveriges runinskrifter. Bd 6, Upplands runinskrifter, del 1. Stockholm: KVHAA. http://www.raa.se/runinskrifter/sri_uppland_b06_text_3.pdf